# الباركة (كعيدنة)

تعديل مصدري - تعديل

الباركة هي إحدى قرى عزلة بني نشر بمديرية كعيدنة التابعة لمحافظة حجة، بلغ تعداد سكانها 546 نسمة حسب تعداد اليمن لعام 2004.